# Bâtiment du bureau exécutif Eisenhower
Le bâtiment du bureau exécutif Eisenhower  (en anglais : Eisenhower Executive Office Building, EEOB), anciennement appelé Old Executive Office Building, est un bâtiment de l'Administration des services généraux occupé par le Bureau exécutif du président des États-Unis. Il est situé à Washington, sur Pennsylvania Avenue, à l'angle sud-est avec la 17th Street Northwest, à proximité immédiate de la Maison-Blanche et de Lafayette Square.

## Premier bâtiment

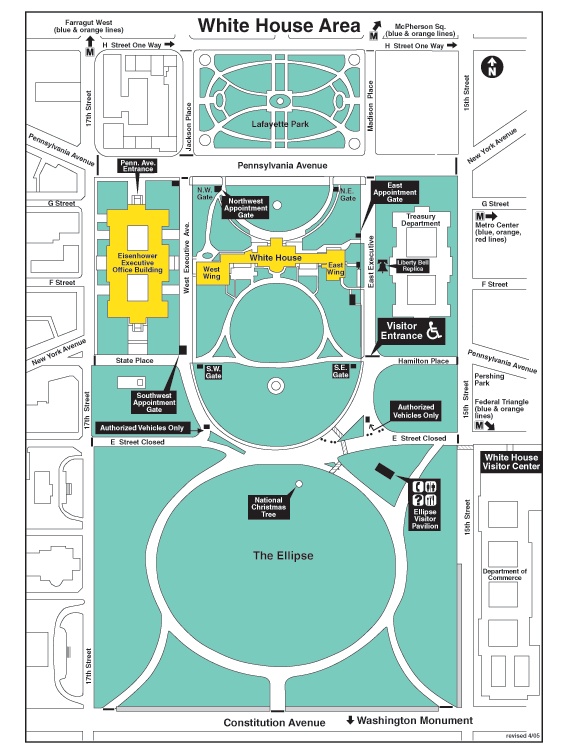
En jaune, la Maison-Blanche et le bâtiment du bureau exécutif Eisenhower (à gauche).

Le premier bâtiment destiné à abriter l'administration de l'exécutif fédéral est construit à la fin des années 1790 au moment où George Washington et Thomas Jefferson préparent la nouvelle capitale destinée à accueillir le gouvernement qui y est installé en 1800. Le président John Adams a l'idée de placer les bâtiments exécutifs à côté du Capitole des États-Unis, afin d'être près du Congrès des États-Unis. Cependant, après l'insistance de George Washington, les bâtiments exécutifs sont placés à côté de la Maison-Blanche.
George Hadfield, qui travaille sur la structure du Capitole des États-Unis, fournit les plans pour un bâtiment de l'exécutif en 1798. Les plans sont réutilisés pour la construction de quatre bâtiments identiques, dont deux situés de chaque côté de la Maison-Blanche. Le bâtiment situé sur l'emplacement de l'actuel Old Executive Office Building est connu sous le nom de bureau de la Guerre (War Office), abritant les départements de la Marine et de la Guerre, ainsi que le Bureau des brevets (Patent Office) et d'autres bureaux gouvernementaux.
Ceux-ci sont occupés en 1800, lorsque le 8 novembre de cette année-là, un feu se déclara dans le bâtiment, causant de sérieux dégâts et obligeant ses occupants à travailler dans des quartiers temporaires jusqu'en 1801. Durant la guerre de 1812, quand les Britanniques incendièrent Washington, le bureau de la Guerre est parmi les bâtiments détruits.
Reconstruit après ce conflit, les fondations de l'ancien bâtiment sont réutilisées pour le nouveau. Le département de la Guerre s'y réinstalle en 1820. Quand le bâtiment est détruit en 1884 pour permettre la construction de l'édifice actuel, son porche et ses colonnes en marbre sont remontés au cimetière national d'Arlington afin de servir de portail d'entrée.

## Bâtiment d'État, de la Guerre et de la Marine

### XIXesiècle
Selon le Registre national des lieux historiques, le nouveau bâtiment, appelé bâtiment d'État, de la Guerre et de la Marine (State, War, and Navy Building) car il abritait les trois départements — équivalent de ministères — d'État (affaires étrangères), de la Marine et de la Guerre, fut construit entre 1871 et 1888. La construction, supervisée par l'architecte Alfred B. Mullett, fut réalisée dans un style Second Empire français. Les pavillons centraux et d'angle semblent amplifier les réalisations de François Mansart à Blois et Maisons-Laffitte.
Immeuble de 5 étages en granite, il offrait alors plus de 553 pièces et bureaux, 2 800 mètres de couloirs, pour une superficie totale de 61 550 m2
La plus grande partie de l'intérieur a été conçue par Richard von Ezdorf, utilisant une structure en fonte anti-incendie et des éléments décoratifs dont des verrières massives au-dessus de chaque escalier et des poignées de porte avec des moulures en fonte indiquant lequel des trois départements (État, Marine ou Guerre) occupait la pièce.

### XXesiècle
Les occupants d'origine de l'édifice ont rapidement été à l'étroit et durent occuper d'autres bâtiments et finalement, à la fin des années 1930, l'abandonnèrent totalement. L'immeuble apparut progressivement peu pratique et fut menacé de démolition en 1957. En 1981, des travaux débutèrent pour restaurer toutes les suites ministérielles. Le bureau principal du secrétaire à la Marine fut restauré en 1987 et est maintenant utilisé comme bureau de cérémonie pour le vice-président des États-Unis. Plusieurs études ont été menées afin de moderniser l'immeuble, mais elles ne furent jamais mises en œuvre.
Plusieurs personnalités nationales ont participé à des évènements historiques entre les murs de granite du Old Executive Office Building. Theodore Roosevelt, Franklin D. Roosevelt, William Howard Taft, Dwight D. Eisenhower, Lyndon B. Johnson, Gerald Ford et George H. W. Bush ont tous eu un bureau dans cet immeuble avant de devenir président. Il a abrité 16 secrétaires à la Marine, 21 secrétaires à la Guerre et 24 secrétaires d'État. Winston Churchill a arpenté ses couloirs et les émissaires japonais y rencontrèrent le secrétaire d'État Cordell Hull quelques heures après l'attaque de Pearl Harbor. Le Président Herbert Hoover occupa le bureau du secrétaire à la Marine pendant quelques mois à la suite d'un incendie dans le Bureau ovale le jour de Noël 1929. Dwight D. Eisenhower y tint la première conférence de presse télévisée d'un président américain dans la salle du Traité indien en janvier 1955. Richard Nixon y avait un bureau privé durant sa présidence. 
Le 9 novembre 1999, l'édifice est renommé bâtiment du bureau exécutif Eisenhower (Eisenhower Executive Office Building) en l'honneur de l'ancien président Dwight D. Eisenhower.

### XXIesiècle
Lors des attentats du 11 septembre 2001, une importante fumée fut aperçue provenant de derrière le bâtiment et filmée par ABC News. Le bâtiment fut d'ailleurs évacué durant la journée du 11 septembre 2001. Peu de temps après les attentats, la partie donnant sur la 17e Rue fut vidée et la modernisation de ses espaces laissés libres débuta (certaines anciennes cachettes abritant des documents datant des années 1910 à 1940 furent ainsi mises au jour). 
L'immeuble continue d'abriter différentes agences qui composent le Bureau exécutif du président, comme le Bureau du vice-président, le Bureau de la gestion et du budget (OMB) et le Conseil national de sécurité. Cependant, son principal but public est de servir comme bureau de cérémonie du vice-président.
Un petit incendie, le 19 décembre 2007, endommagea les bureaux de l'équipe du vice-président dont le bureau servant à l'accueil des personnalités.
Le Old Executive Office Building est devenu un National Historic Landmark. Mais son style ne plut pas toujours à tous, ainsi Mark Twain y faisait référence comme  « le plus laid des bâtiments d'Amérique » et Harry Truman l'appelait « la plus grande monstruosité en Amérique ».

## Photos

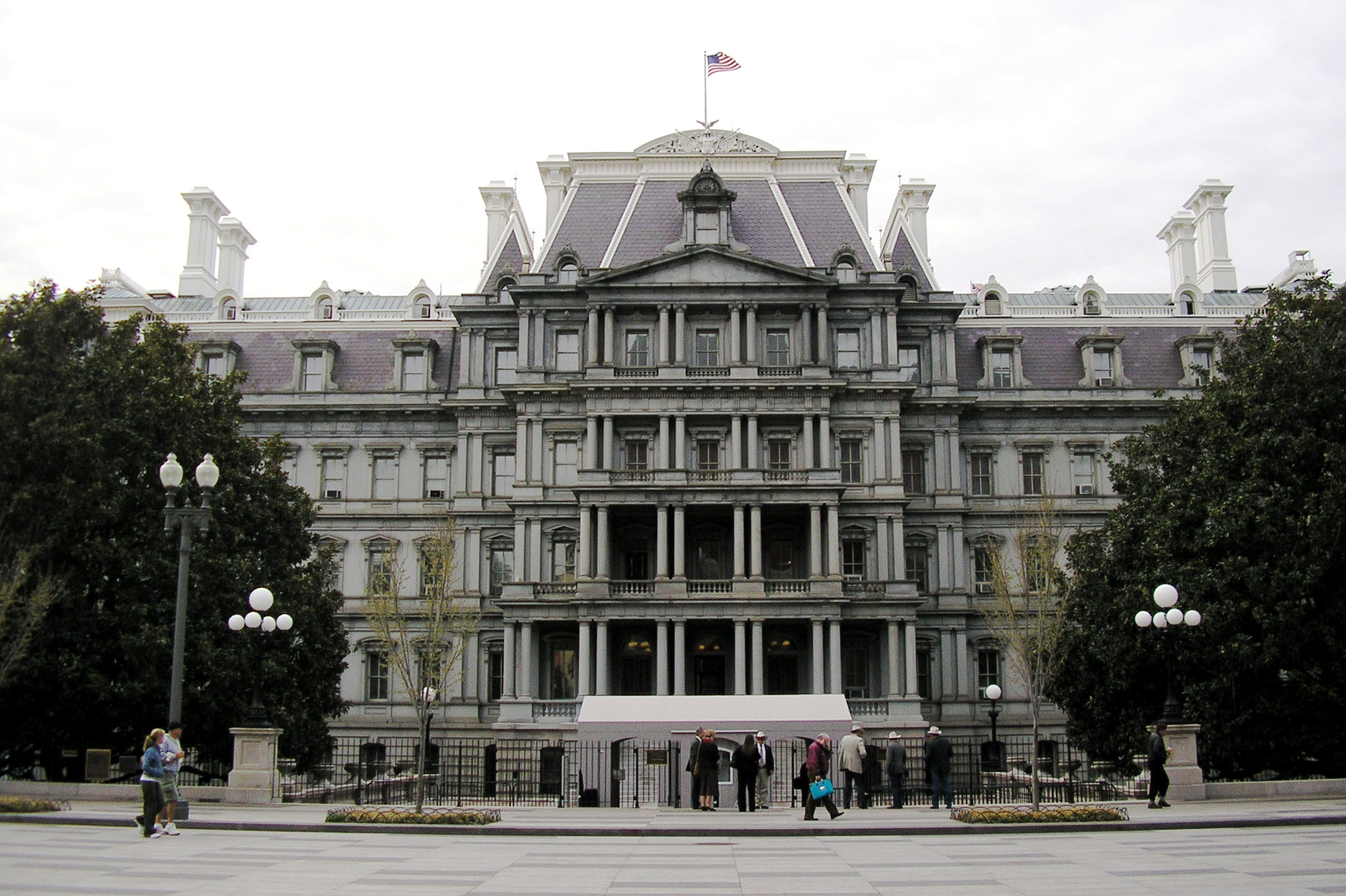
Façade nord du bâtiment devant la section piétonne de Pennsylvania Avenue.
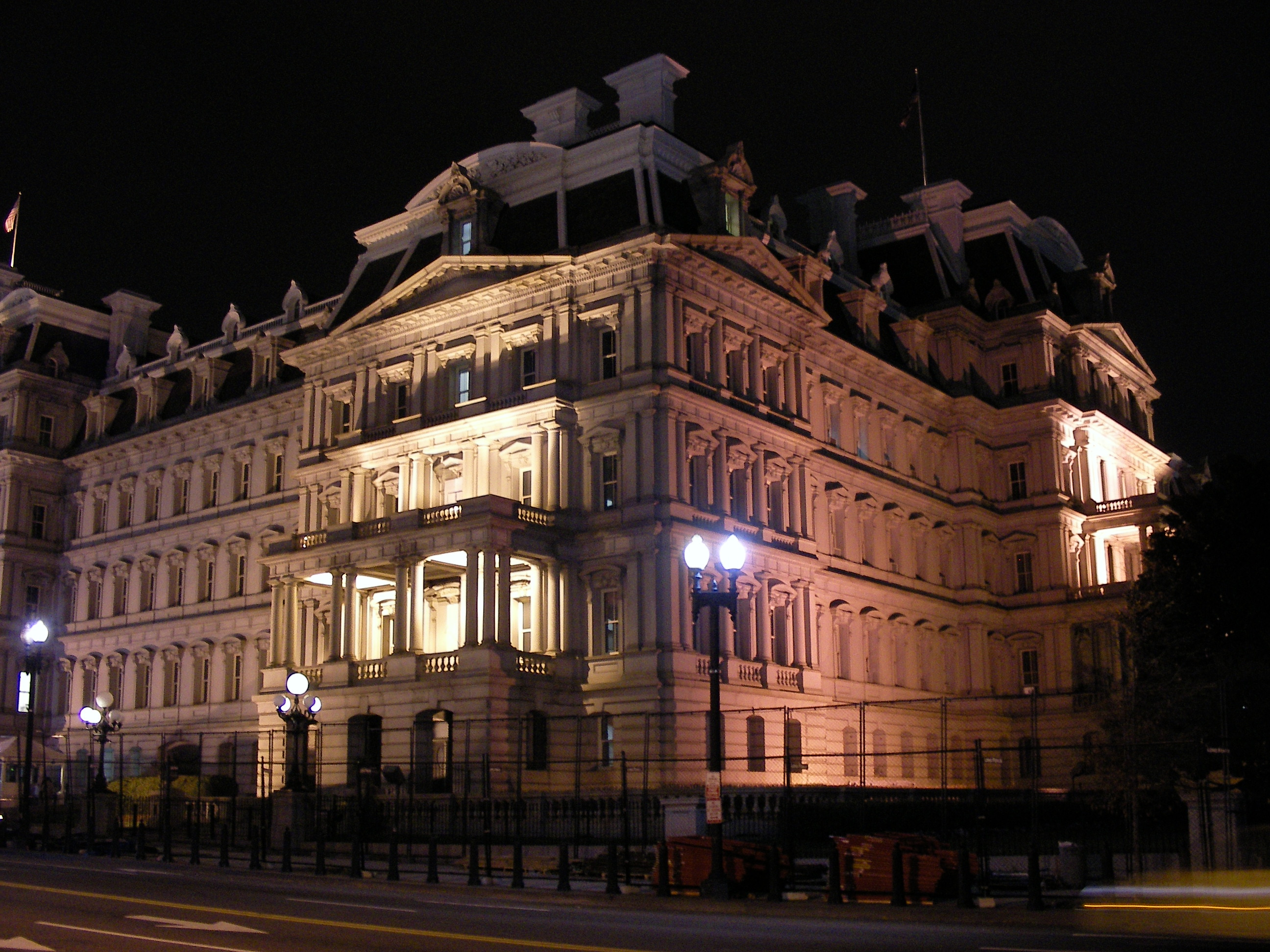
Vue de nuit du coin sud-ouest de l'immeuble.
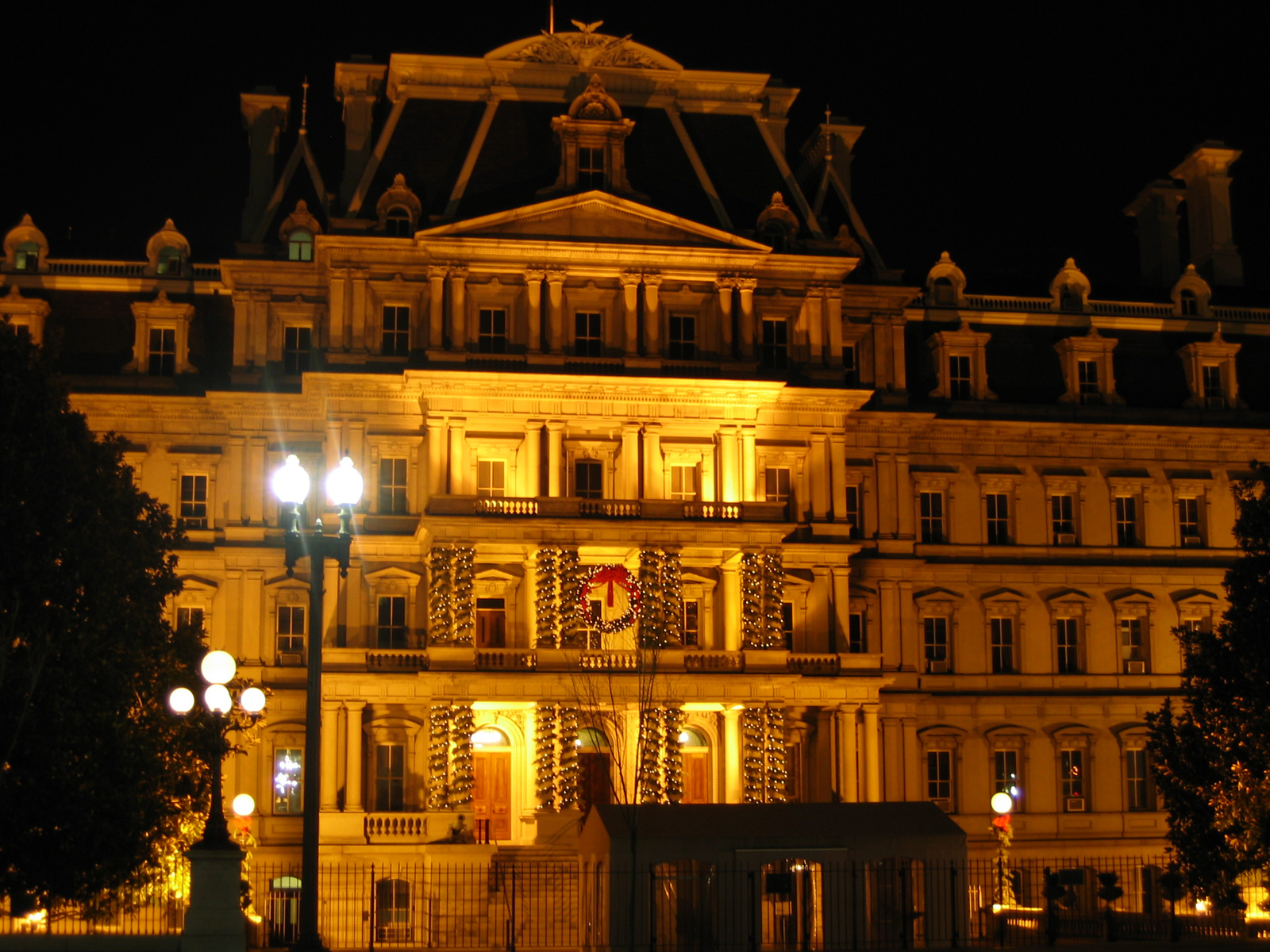
Le Old Executive Office Building décoré pour Noël.
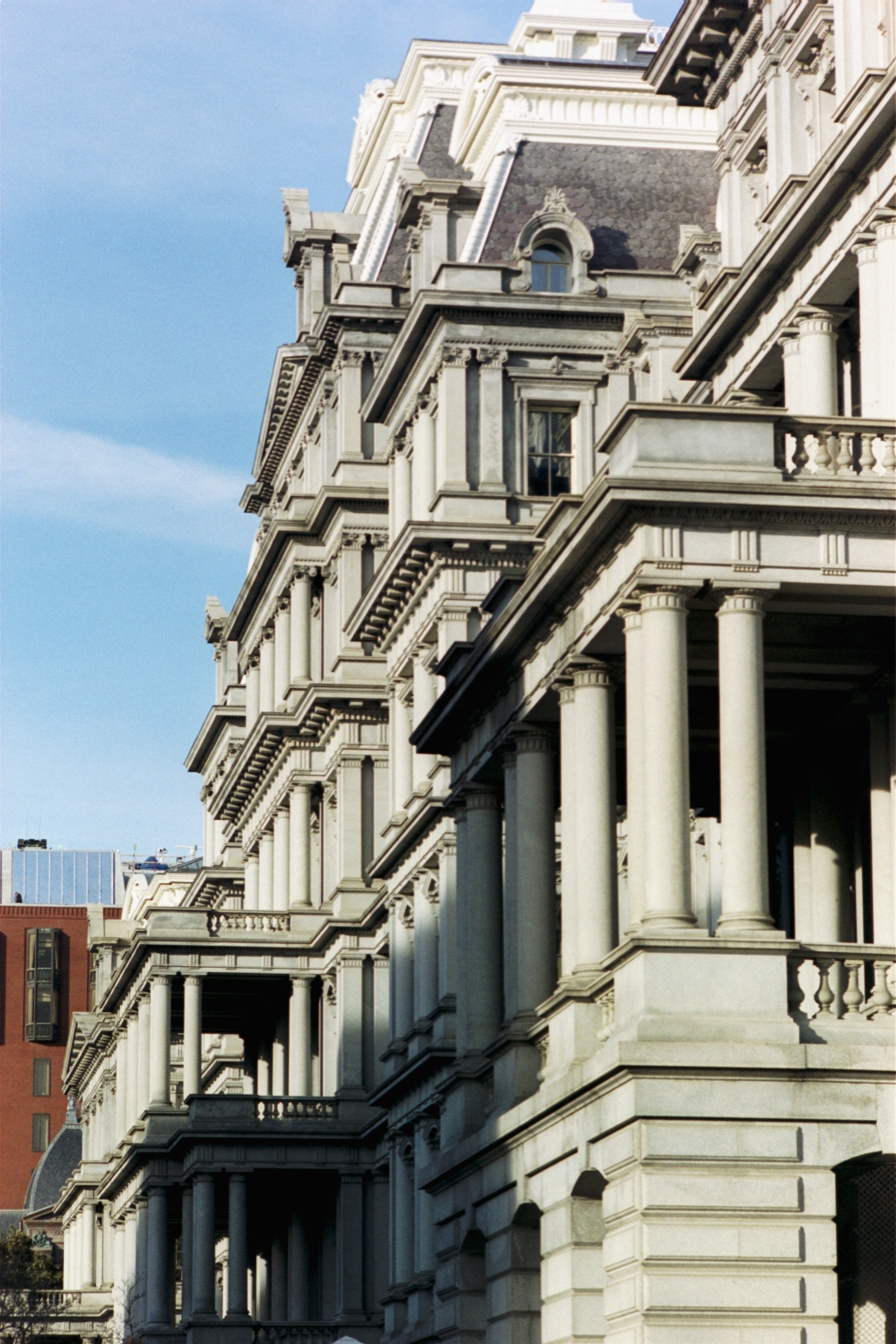
Façade ouest du Old Executive Office Building.
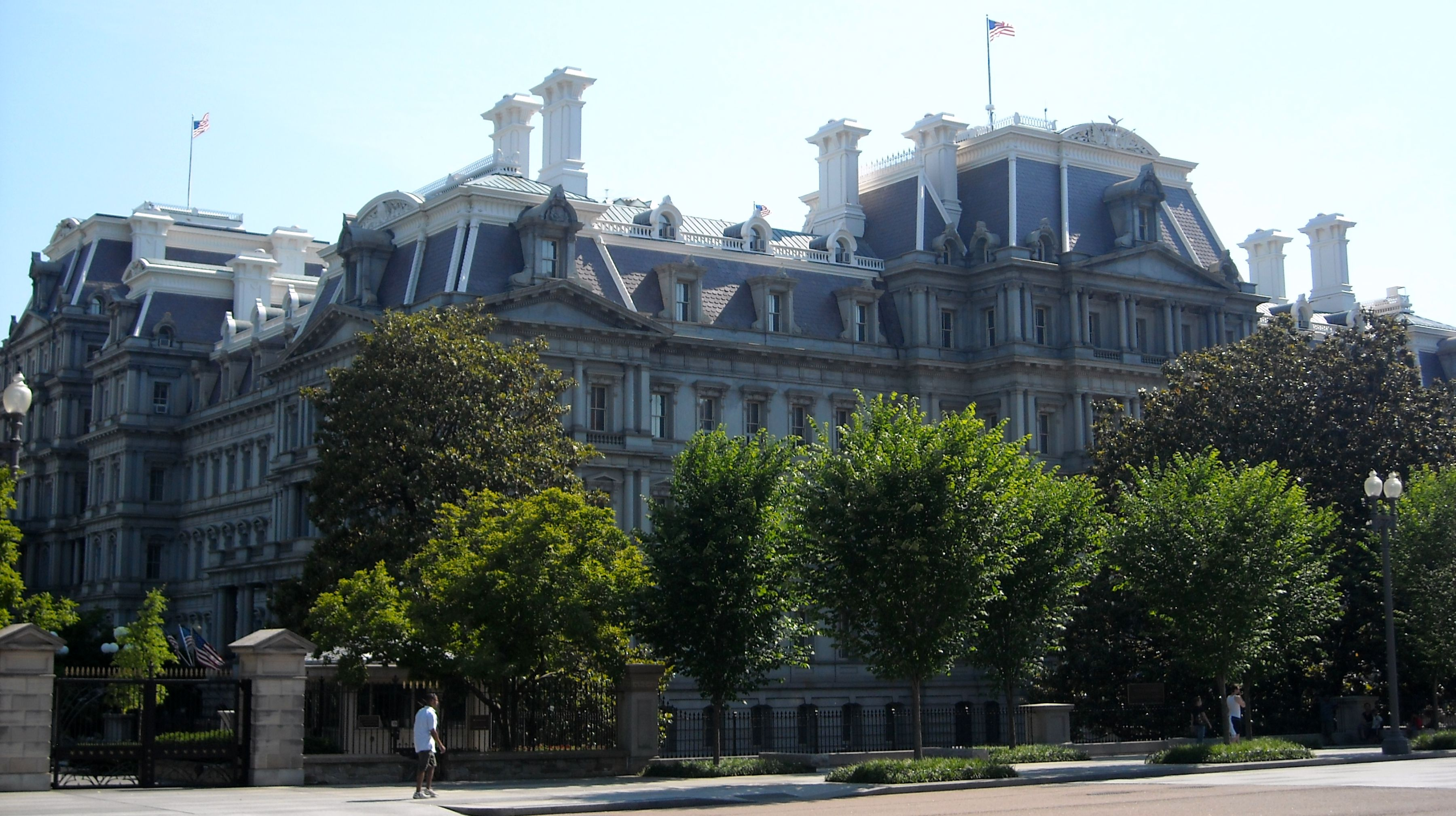
Vue du coin nord-est depuis Pennsylvania Avenue.
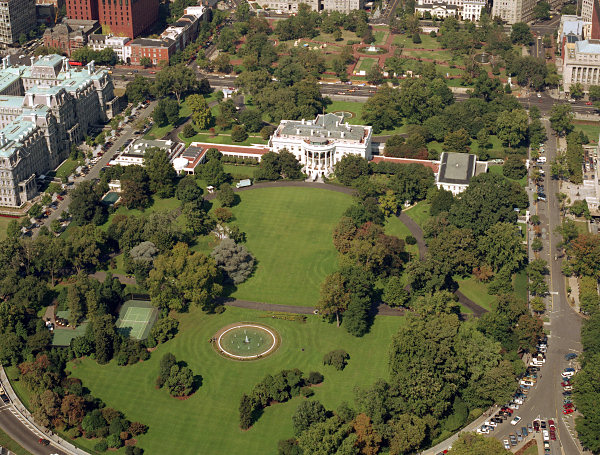
La Maison-Blanche avec à gauche, le bâtiment du bureau exécutif Eisenhower.
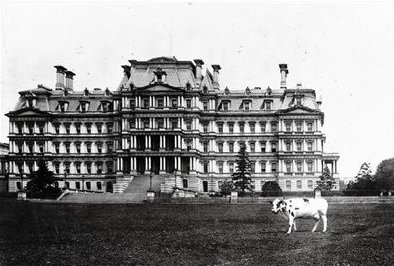
Vue de l'immeuble au début du XXe siècle. La vache au premier plan est Pauline, la dernière vache à avoir vécu à la Maison-Blanche et qui fournissait le lait pour le président Taft (1909-13).
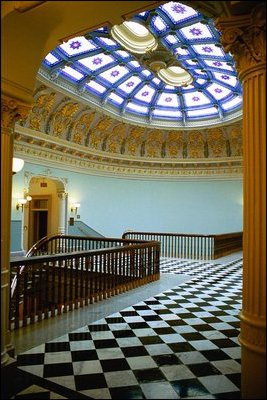
La rotonde du 5e étage dans le pavillon Est du bâtiment.
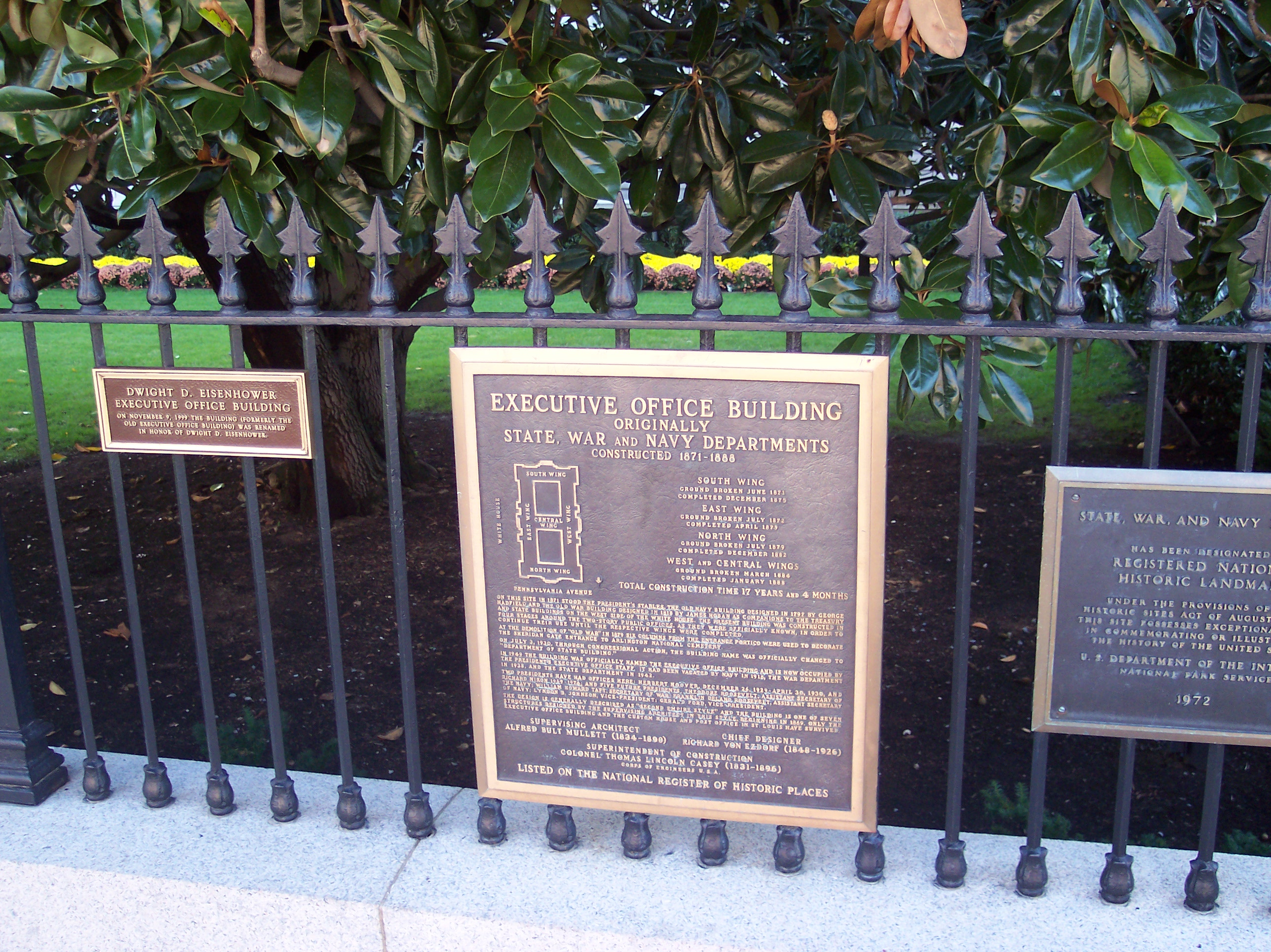
Plaques sur la grille de l'immeuble.